# واوچلس لاس اوتهی
واوچلس لاس اوتهی (به فرانسوی: Vauchelles-lès-Authie) یک کمون در فرانسه است که در Canton of Acheux-en-Amiénois واقع شده‌است.

## خصوصیات
واوچلس لاس اوتهی ۴٫۷ کیلومترمربع مساحت و ۱۱۸ نفر جمعیت دارد و ۱۰۰ متر بالاتر از سطح دریا واقع شده‌است.